# Milka Hartman

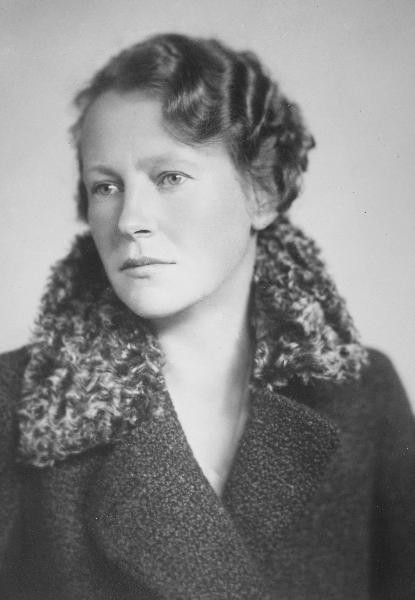
Milka Hartman in de jaren 30

Milka Hartman (Loibach (Sloveens: Libuče, Karinthië), 11 februari 1902 - aldaar, 9 juni 1997) was een Oostenrijks-Sloveense onderwijzeres en dichteres.
Nadat Hartman de huishoudschool in Ljubljana bezocht had werd ze later lerares aan dezelfde school. Ze wisselde later naar een huishoudschool in Karinthië. Vanaf het begin van haar vestiging in Karinthië was Milka Hartman actief op het gebied van de Sloveense kunst en cultuur, dat na de Eerste Wereldoorlog grotendeels aan de nieuwe republiek Oostenrijk was gekomen.
Op initiatief van Franc Kattnig zette Hartman haar gedichten op schrift en zorgde Kattnig voor de druk en uitgave ervan. De gedichten van Milka Hartman zijn grotendeels geïnspireerd door de volkszang en volksverhalen. In haar dichtwerk is vaak een typisch Karinthische woordenschat van het Sloveens terug te vinden. De muzikaliteit van haar werk leidde ertoe, dat verschillende gedichten op muziek zijn gezet. Haar bundel Med cvetjem in v solncu ("Tussen de bloemen en in de boot"), dat zij in eigen beheer in 1934 uitgaf, is het eerste voorbeeld van muzikale bewerking.
De Oostenrijkse bondspresident Rudolf Kirchschläger kende Milka Hartman vanwege haar literaire verdiensten in 1983 het recht toe om de titel professor te dragen.

## Werken
- Dekliske pesmi. gedichten. Ljubljana, eigen beheer, 1934.
- Med cvetjem in v soncu. gedichten. Ljubljana, eigen beheer, 1934.
- Moje grede. gedichten. Klagenfurt, Hermagoras, 1952.
- Lipov cvet. gedichten. Klagenfurt, Hermagoras, 1972.
- pesmi z libuškega puela. dialectgedichten. Klagenfurt, Krščanska kulturna zveza/Klub mladje, 1977.
- Življenje. Poezije. Melodije. Gesammelte Werke in drei Bänden. Herausgegeben von Feliks J. Bister, Klagenfurt-Wien 1982.
- Gedichte aus Kärnten. gedichten in Duitse vertaling door Janko Ferk. Klagenfurt, Hermagoras, 1987.
- Midsummer Night. gedichten in Engelse vertaling door Tom Priestly. Klagenfurt, Hermagoras, 1992.
- Zimske rože. Izbrane pesmi. gedichten. Klagenfurt, Hermagoras, 1998.

- Gemeinsame Normdatei: 119393875
- International Standard Name Identifier: 0000 0000 9046 5629
- Library of Congress Control Number: n88257381
- Nationale Bibliotheek van Tsjechië: js20191049885
- Virtual International Authority File: 132105830
- WorldCat: E39PBJkMFkQYmFWhwVTJTbkbh3